# Petit Démon (film, 1937)
Pour le film de 1917, voir Petit Démon.
Pour plus de détails, voir Fiche technique et Distribution.
Petit Démon (The Holy Terror) est un film américain en noir et blanc réalisé par James Tinling, sorti en 1937.
Le film a été conçu spécialement pour l'enfant acteur Jane Withers (âgée de onze ans au moment du tournage), très populaire dans les années 1930.

## Synopsis
Corky, la fillette dégourdie d'un officier de la Marine, chante pour les marins, fait des farces à bord du navire, et capture des espions sur la base navale de son père.

## Fiche technique
- Titre : Petit Démon
- Titre original : The Holy Terror
- Réalisation : James Tinling
- Scénario : John Patrick, Lou Breslow
- Musique : Gene Rose
- Photographie : Daniel B. Clark
- Montage : Nick DeMaggio (en)
- Producteur : Sol M. Wurtzel
- Société de production et de distribution : 20th Century Fox
- Pays de production :  États-Unis
- Langue originale : anglais américain
- Format : noir et blanc — 35 mm — 1,37:1 — son : mono (RCA High Fidelity Recording)
- Genre : Comédie familiale
- Durée : 80 min
- Dates de sortie :
  - États-Unis : 22 septembre 1937
  - France : 9 février 1940[1]

## Distribution
- Jane Withers : "Corky" Wallace
- Tony Martin : Danny Walker
- Leah Ray (en) : Marjorie Dean
- El Brendel : "Bugs" Svenson
- Joe E. Lewis (en) : Pelican Beek
- Joan Davis : Lili
- Andrew Tombes : le commandeur Otis
- Fred Kohler Jr. (en) : Carson
- Victor Adams : Flandro
- Raymond Brown : Phelps
- Gloria Roy : Maria Blair
- Gavin Muir : Redman
- John Eldredge : le lieutenant commandeur Wallace